# 2017년 아시아 프로야구 챔피언십 선수 명단
다음은 일본 도쿄에서 개최된 2017년 아시아 프로야구 챔피언십의 선수 명단이다.
굵은 글씨는 와일드카드로 출전한 선수를 의미한다.

## 중화 타이베이
- 감독: 2 훙이중[1]
- 코치: 53 후앙칸린, 91 츄창롱, 34 린정펑, 93 궈치엔린, 3 우쥔리앙, 63 차이위샹

예비 엔트리에서 랴오젠푸가 린청페이로 교체되었다.
| 번호 | 포지션 | 선수     | 생년월일               | 소속 팀                  |
| ---- | ------ | -------- | ---------------------- | ------------------------ |
| 15   | P      | 린화칭   | 1994년 10월 3일(23세)  | Lamigo 몽키스            |
| 16   | P      | 주쥔샹   | 1995년 4월 15일(22세)  | Lamigo 몽키스            |
| 17   | P      | 천관위   | 1990년 10월 29일(27세) | 지바 롯데 마린스         |
| 21   | P      | 천위쉰   | 1989년 5월 20일(28세)  | Lamigo 몽키스            |
| 22   | P      | 왕위에린 | 1991년 2월 5일(26세)   | Lamigo 몽키스            |
| 37   | P      | 츄하오쥔 | 1990년 12월 29일(26세) | 통이 세븐일레븐 라이언스 |
| 60   | P      | 왕홍청   | 1991년 9월 8일(26세)   | 중신 브라더스            |
| 71   | P      | 뤄궈화   | 1992년 10월 28일(25세) | 푸방 가디언스            |
| 72   | P      | 펑스이   | 1992년 7월 2일(25세)   | 중신 브라더스            |
| 77   | P      | 린정시엔 | 1995년 9월 13일(22세)  | 푸방 가디언스            |
| 31   | C      | 린요우러 | 1992년 6월 23일(25세)  | 통이 세븐일레븐 라이언스 |
| 62   | C      | 옌홍쥔   | 1997년 4월 30일(20세)  | Lamigo 몽키스            |
| 5    | IF     | 우니옌팅 | 1993년 6월 7일(24세)   | 사이타마 세이부 라이온스 |
| 6    | IF     | 린청페이 | 1997년 4월 8일(20세)   | Lamigo 몽키스            |
| 13   | IF     | 천핀지에 | 1991년 7월 23일(26세)  | 푸방 가디언스            |
| 20   | IF     | 궈푸린   | 1991년 1월 7일(26세)   | 통이 세븐일레븐 라이언스 |
| 24   | IF     | 천졔슈엔 | 1994년 1월 7일(23세)   | 통이 세븐일레븐 라이언스 |
| 46   | IF     | 판궈천   | 1994년 11월 25일(22세) | 푸방 가디언스            |
| 83   | IF     | 린리     | 1996년 1월 1일(21세)   | Lamigo 몽키스            |
| 85   | IF     | 주위시엔 | 1991년 11월 26일(25세) | Lamigo 몽키스            |
| 1    | OF     | 양다이강 | 1987년 1월 17일(30세)  | 요미우리 자이언츠        |
| 9    | OF     | 왕보롱   | 1993년 9월 9일(24세)   | Lamigo 몽키스            |
| 10   | OF     | 천즈하오 | 1995년 7월 29일(22세)  | 중신 브라더스            |
| 32   | OF     | 쑤즈지에 | 1994년 7월 28일(23세)  | 통이 세븐일레븐 라이언스 |
| 39   | OF     | 쨘즈시엔 | 1994년 2월 24일(23세)  | 중신 브라더스            |

## 일본
- 감독: 2 이나바 아츠노리[3]
- 코치: 88 가네코 마코토, 81 다테야마 요시노리, 84 무라타 요시노리, 82 이바타 히로카즈, 87 시미즈 마사지

예비 엔트리에서 야마오카 다이스케가 노다 쇼고로, 우사미 신고가 와카쓰키 겐야로 각각 교체되었다.
| 번호 | 포지션 | 선수              | 생년월일               | 소속 팀                    |
| ---- | ------ | ----------------- | ---------------------- | -------------------------- |
| 11   | P      | 노다 쇼고         | 1993년 6월 27일(24세)  | 사이타마 세이부 라이온스   |
| 16   | P      | 마타요시 가츠키   | 1990년 11월 4일(27세)  | 주니치 드래건스            |
| 18   | P      | 다와타 신사부로   | 1993년 4월 13일(24세)  | 사이타마 세이부 라이온스   |
| 19   | P      | 야마사키 야스아키 | 1992년 10월 2일(25세)  | 요코하마 DeNA 베이스타스   |
| 20   | P      | 곤도 다이스케     | 1991년 5월 29일(26세)  | 오릭스 버펄로스            |
| 21   | P      | 이마나가 쇼타     | 1993년 9월 1일(24세)   | 요코하마 DeNA 베이스타스   |
| 23   | P      | 야부타 가즈키     | 1992년 8월 7일(25세)   | 히로시마 도요 카프         |
| 25   | P      | 히라이 가츠노리   | 1991년 12월 20일(25세) | 사이타마 세이부 라이온스   |
| 30   | P      | 이시자키 쓰요시   | 1990년 9월 9일(27세)   | 한신 타이거스              |
| 34   | P      | 호리 미즈키       | 1998년 5월 10일(19세)  | 홋카이도 닛폰햄 파이터스   |
| 90   | P      | 다구치 가즈토     | 1995년 9월 14일(22세)  | 요미우리 자이언츠          |
| 4    | C      | 와카쓰키 겐야     | 1995년 10월 4일(22세)  | 오릭스 버펄로스            |
| 10   | C      | 곤도 겐스케       | 1993년 8월 9일(24세)   | 홋카이도 닛폰햄 파이터스   |
| 22   | C      | 다무라 다츠히로   | 1994년 5월 13일(23세)  | 지바 롯데 마린스           |
| 62   | C      | 가이 다쿠야       | 1992년 11월 5일(25세)  | 후쿠오카 소프트뱅크 호크스 |
| 1    | IF     | 쿄타 요타         | 1994년 4월 20일(23세)  | 주니치 드래건스            |
| 6    | IF     | 겐다 소스케       | 1993년 2월 16일(24세)  | 사이타마 세이부 라이온스   |
| 7    | IF     | 도노사키 슈타     | 1992년 12월 20일(24세) | 사이타마 세이부 라이온스   |
| 8    | IF     | 나카무라 쇼고     | 1992년 5월 28일(25세)  | 지바 롯데 마린스           |
| 12   | IF     | 마쓰모토 고       | 1993년 8월 11일(24세)  | 홋카이도 닛폰햄 파이터스   |
| 33   | IF     | 야마카와 호타카   | 1991년 11월 23일(25세) | 사이타마 세이부 라이온스   |
| 63   | IF     | 니시카와 료마     | 1994년 12월 10일(22세) | 히로시마 도요 카프         |
| 9    | OF     | 오코에 루이       | 1997년 7월 21일(20세)  | 도호쿠 라쿠텐 골든이글스   |
| 37   | OF     | 구와하라 마사유키 | 1993년 7월 21일(24세)  | 요코하마 DeNA 베이스타스   |
| 51   | OF     | 우에바야시 세이지 | 1995년 8월 1일(22세)   | 후쿠오카 소프트뱅크 호크스 |

## 대한민국
- 감독: 90 선동열[4]
- 코치: 71 이강철, 77 이종범, 76 유지현, 72 정민철, 88 김재현, 92 진갑용

| 번호 | 포지션 | 선수   | 생년월일               | 소속 팀       |
| ---- | ------ | ------ | ---------------------- | ------------- |
| 46   | P      | 김명신 | 1993년 11월 29일(23세) | 두산 베어스   |
| 61   | P      | 함덕주 | 1995년 1월 13일(22세)  | 두산 베어스   |
| 59   | P      | 구창모 | 1997년 2월 17일(20세)  | NC 다이노스   |
| 29   | P      | 이민호 | 1993년 8월 11일(24세)  | NC 다이노스   |
| 27   | P      | 장현식 | 1995년 2월 24일(22세)  | NC 다이노스   |
| 10   | P      | 김대현 | 1997년 3월 8일(20세)   | LG 트윈스     |
| 28   | P      | 김윤동 | 1993년 4월 1일(24세)   | KIA 타이거즈  |
| 38   | P      | 임기영 | 1993년 4월 16일(24세)  | KIA 타이거즈  |
| 21   | P      | 박세웅 | 1995년 11월 30일(21세) | 롯데 자이언츠 |
| 40   | P      | 박진형 | 1994년 6월 10일(23세)  | 롯데 자이언츠 |
| 26   | P      | 장필준 | 1988년 4월 8일(29세)   | 삼성 라이온즈 |
| 34   | P      | 심재민 | 1994년 2월 18일(23세)  | kt 위즈       |
| 42   | C      | 한승택 | 1994년 6월 21일(23세)  | KIA 타이거즈  |
| 22   | C      | 장승현 | 1994년 3월 7일(23세)   | 두산 베어스   |
| 8    | IF     | 류지혁 | 1994년 1월 13일(23세)  | 두산 베어스   |
| 2    | IF     | 박민우 | 1993년 2월 6일(24세)   | NC 다이노스   |
| 1    | IF     | 김하성 | 1995년 10월 17일(22세) | 넥센 히어로즈 |
| 6    | IF     | 최원준 | 1997년 3월 23일(20세)  | KIA 타이거즈  |
| 16   | IF     | 하주석 | 1994년 2월 25일(23세)  | 한화 이글스   |
| 7    | IF     | 정현   | 1994년 6월 1일(23세)   | kt 위즈       |
| 31   | OF     | 김성욱 | 1993년 5월 1일(24세)   | NC 다이노스   |
| 41   | OF     | 이정후 | 1998년 8월 20일(19세)  | 넥센 히어로즈 |
| 15   | OF     | 안익훈 | 1996년 2월 12일(21세)  | LG 트윈스     |
| 23   | OF     | 나경민 | 1991년 12월 12일(25세) | 롯데 자이언츠 |
| 36   | OF     | 구자욱 | 1993년 2월 12일(24세)  | 삼성 라이온즈 |